# 格林伍德 (愛達荷州)
格林伍德（英語：Greenwood）是位於美國愛達荷州傑羅姆縣的一個非建制地區。該地的面積和人口皆未知。

## 地理
格林伍德的座標為42°34′36″N 114°02′58″W / 42.57667°N 114.04944°W，而該地的平均海拔高度為1339米（即4393英尺）。